# Asteriskus (Liturgie)

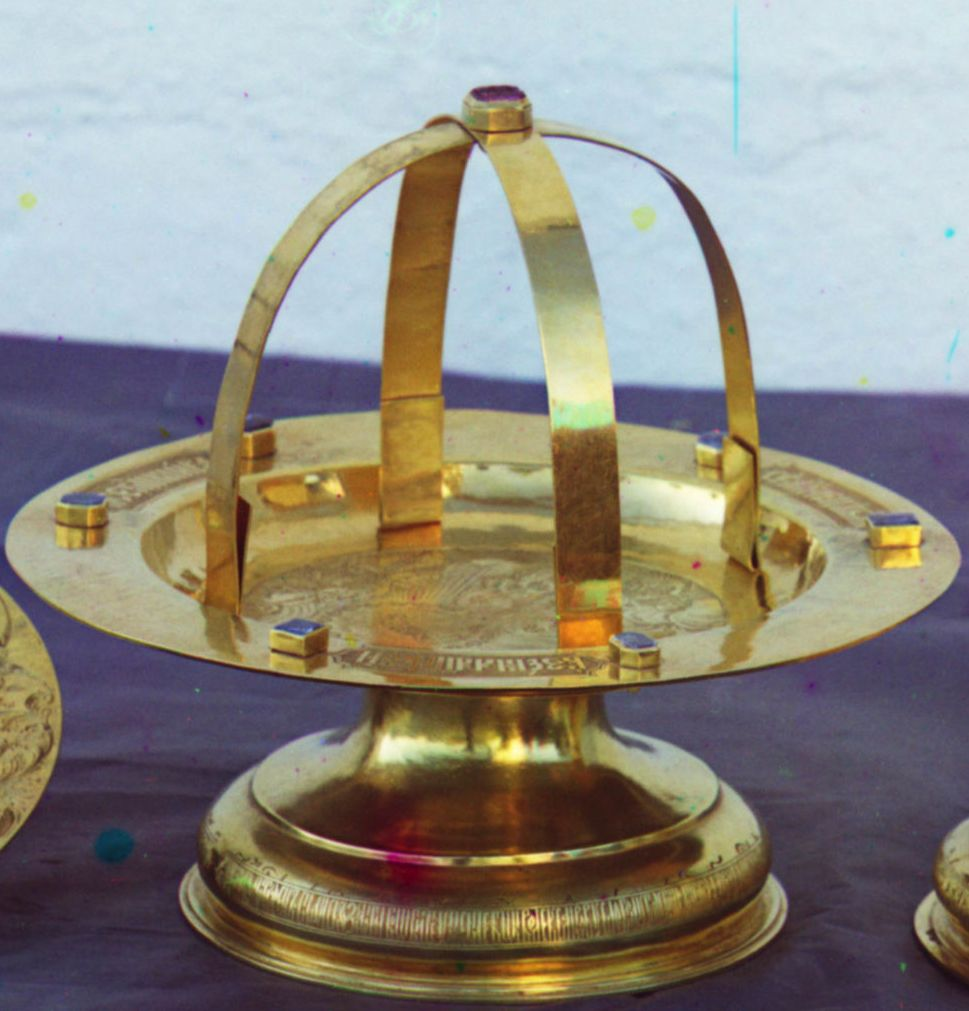
Der Asteriskos auf dem Diskos

Der Asteriskus, auch Asteriskos (griech. Ἀστερίσκον, ἀστερίσκος, Asterískon, asterískos „kleiner Stern, Sternchen“) ist ein gottesdienstliches Gerät, gebraucht vor allem in der byzantinischen Liturgie, zeitweilig auch in der römischen Papstmesse.

## Form und Zweck
Bei dem Gerät handelt es sich um zwei gebogene Metallstreifen, die kreuzförmig übereinander gelegt und am Schnittpunkt verbunden sind, so dass sie eine Art sternförmige Kuppel bilden. Von dieser Form leitet sich der Name ab. Im Rahmen der Geburtssymbolik der byzantinischen Proskomidie erinnert der liturgische Asteriskos an den Stern von Betlehem, nicht selten verdeutlicht dadurch, dass man an die Kreuzung der Streifen einen kleinen Stern hängt. Eine Patene mit Asteriskos findet sich schon im Sion-Schatz. Ab der ersten Jahrtausendwende sind die Text- und Bildbelege häufiger.
Auf dem Rüsttisch (Prothesis) wird der Asteriskos vor Liturgiebeginn auf die Patene (Diskos) mit dem für die Eucharistiefeier bestimmten Brot gestellt und ebenso wie der gefüllte Kelch mit je einem schützenden Velum bedeckt. Beim großen Einzug werden später Patene und Kelch zum Altar gebracht. Der Asteriskos verhindert, dass das Velum die für die Heiligung (Wandlung) vorbereitete Brote berührt, sich Stückchen davon im Tuch verfangen und beim Abheben des Velums vor dem Hochgebet von der Patene fallen.

## Papstmesse
In der römisch-katholischen Kirche wurde der Asteriskus nur bei der Papstmesse verwendet. Gegenüber der ursprünglichen Form wurden bald prachtvoll gestaltete Exemplare hergestellt. Der Ritus der Heiligen Messe sah vor, dass der Papst am Thron kommunizierte, weswegen ihm die Hostie und der Kelch vom Altar gebracht werden mussten. Dazu setzte man den Asteriskus auf die Patene, und ein Kardinaldiakon brachte die mit einem Velum verhüllte eucharistische Gabe zum päpstlichen Thron. Ansonsten sah (und sieht) der römische Ritus stets vor, dass der Zelebrant am Altar kommunizierte. Mit der Liturgiereform nach dem Zweiten Vatikanischen Konzil ging auch eine Reform der Papstmesse einher, so dass der Papst nun wie alle anderen Bischöfe und Priester am Altar kommuniziert. Damit war der Asteriskus überflüssig geworden und geriet im Römischen Ritus außer Gebrauch. Papst Benedikt XVI. benutzte den Asteriskus wieder, aber nicht mehr in der hergebrachten Funktion. Er wird bei Messen unter freiem Himmel vor der Konsekration auf die Patene gesetzt. Dadurch kann die Hostie nicht vom Wind fortgeweht werden.